# جون كليف وارد
جون كليف وارد (بالإنجليزية: John Clive Ward)‏ (و. 1924 – 2000 م) هو فيزيائي، وعالم نووي من المملكة المتحدة . ولد في لندن .
وكان عضواً في الجمعية الملكية .

## التعليم
تعلم في جامعة أوكسفورد

## مناصب وهيئات
أدار جامعة ماكواري.

## جوائز
حصل على جوائز منها:
- وسام هيوز (1983)
- جائزة داني هينمان للفيزياء الرياضية (1982)
- زمالة الجمعية الملكية.